# Осипов, Семён Дмитриевич
Семён Дми́триевич О́сипов (30 сентября 1919, с. Новониколаевка, Томская губерния — 26 июля 1944, Ровно) — Гвардии майор Рабоче-крестьянской Красной Армии, участник Великой Отечественной войны, Герой Советского Союза (1944).

## Биография

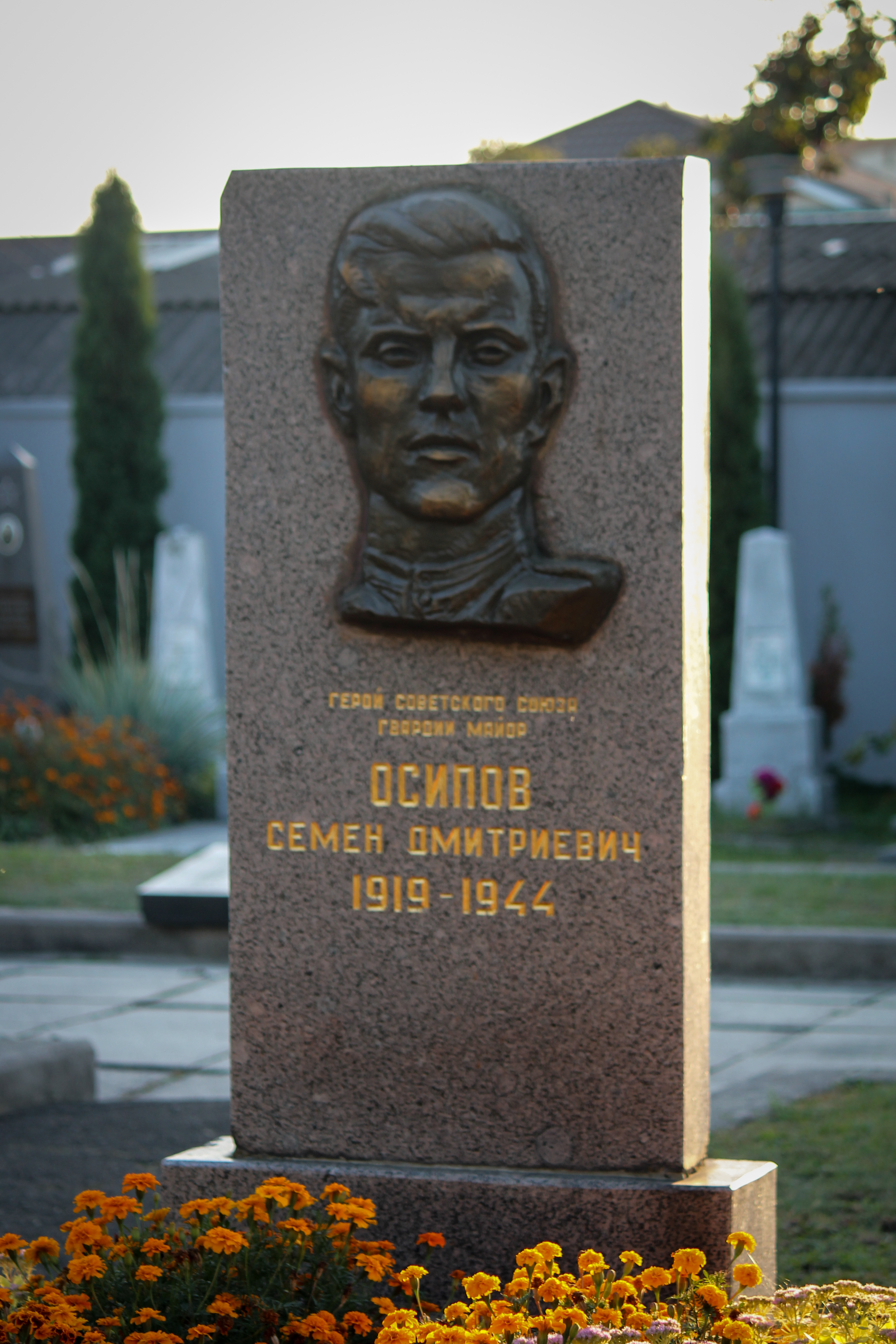
Надгробный памятник на могиле С. Д. Осипова на Дубенском кладбище в г. Ровно, Украина

Семён Осипов родился 30 сентября 1919 года в селе Новониколаевка Алексеевской волости Томского уезда Томской губернии (ныне — Мошковский район Новосибирской области). После окончания семи классов школы и школы фабрично-заводского ученичества работал токарем на заводе в Новосибирске. В 1939 году Осипов был призван на службу в Рабоче-крестьянскую Красную Армию. В 1941 году он окончил Хабаровское пехотное училище. С начала Великой Отечественной войны — на её фронтах. В боях два раза был ранен.
К марту 1944 года гвардии капитан Семён Осипов командовал 3-м мотострелковым батальоном 20-й гвардейской механизированной бригады (8-го гвардейского механизированного корпуса, 1-й танковой армии, 1-го Украинского фронта). Отличился во время форсирования Днестра. 24 марта 1944 года батальон Осипова первым в бригаде переправился через Днестр в районе города Залещики Тернопольской области Украинской ССР и захватил плацдарм на его берегу, после чего удерживал его, отражая немецкие контратаки, до переправы основных сил.
Указом Президиума Верховного Совета СССР от 26 апреля 1944 года за «образцовое выполнение боевых заданий командования на фронте борьбы с немецкими захватчиками и проявленные при этом мужество и героизм» гвардии капитан Семён Осипов был удостоен высокого звания Героя Советского Союза с вручением ордена Ленина и медали «Золотая Звезда».
В боях на Западном Буге гвардии майор Семён Осипов получил тяжёлые ранения, от которых скончался 26 июля 1944 года в госпитале. Похоронен на Дубенском кладбище в Ровно, Украина.

## Награды
Был также награждён орденами Отечественной войны 1-й степени и Красной Звезды, рядом медалей.

## Память
В честь Осипова названы улицы в Ровно и Новосибирске.